# 子午线方尖碑 (那不勒斯)

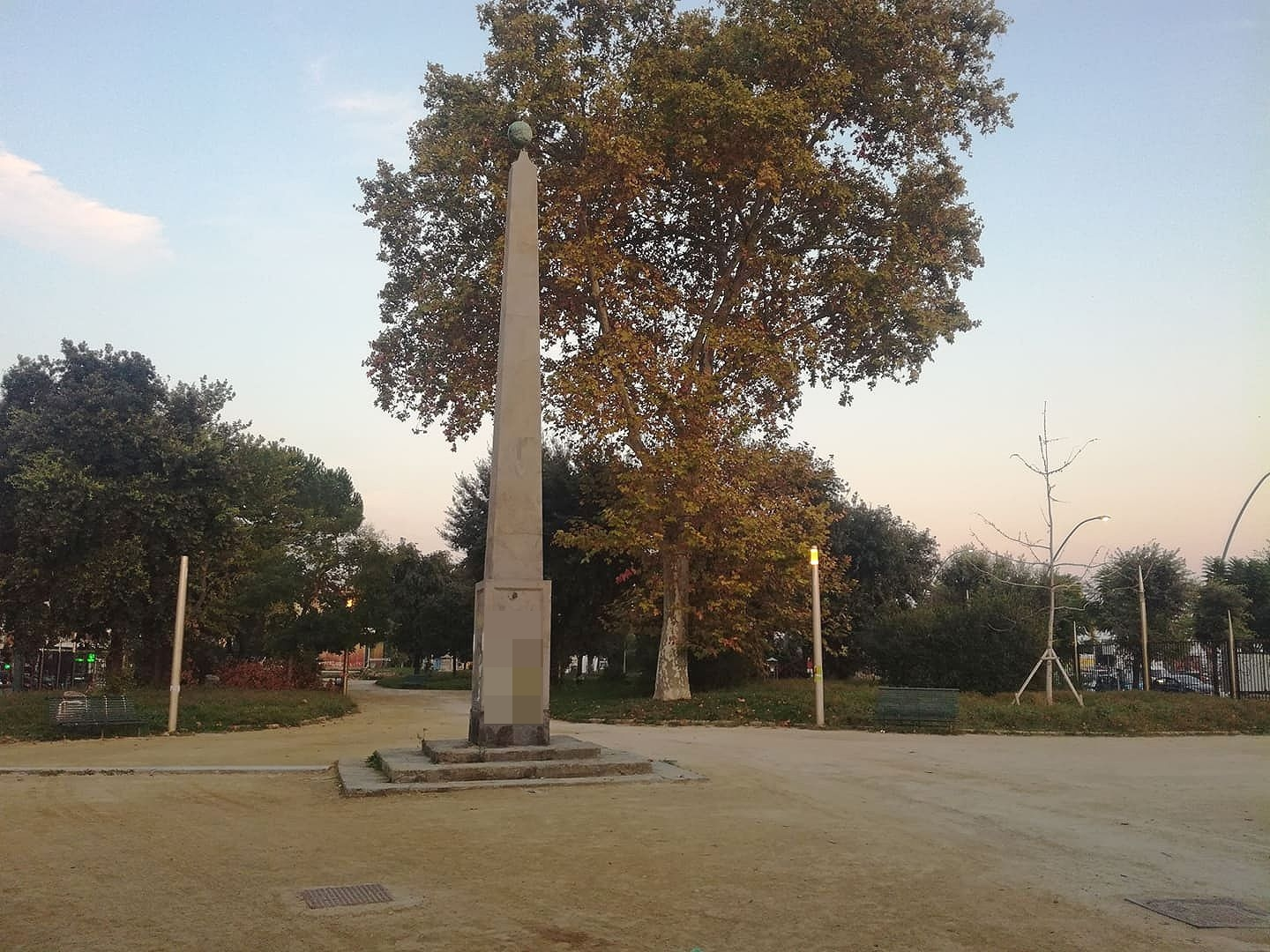
子午线方尖碑

子午线方尖碑（Obélisque méridien）是那不勒斯的一座方尖碑。

## 描述
位于市民公园（Villa Comunale）（原皇家花园），它是该市三十个古老的日晷之一（其他在：圣热罗尼莫堂（Chiesa dei Girolamini）、圣母领报大殿（Basilica della Santissima Annunziata Maggiore）、拿坡里國立考古博物館（Museo Archeologico Nazionale di Napoli）等。
它建于18世纪，高约15米，材质为岩浆岩。它结构简洁，没有拉丁语或 意大利语的铭文。